# Vlag van Koerdistan
De Koerdische vlag is de vlag van de Koerdische Autonome Regio in Irak en was tussen 1946 en 1947 de vlag van de Republiek Mahabad. De vlag is in 1920 ontworpen door de Koerdische organisatie Xoybûn en is een rood-wit-groene driekleur met in het midden een gele zon met 21 scherpe stralen. Dat zijn de kleuren van de Pan-Iraanse kleuren.
In de Koerdische Autonome Regio is de officiële regionale vlag en wordt hij naast de Iraakse vlag gevoerd.
De zon en zijn gele kleur staan voor de oude religie van de Koerden, het zoroastrisme. De 21 stralen staan voor de 21e maart, de dag waarop het nieuwe Koerdische jaar (Noroez) begint. Het nummer 21 is ook een belangrijk nummer voor het jezidische geloof, dat alleen onder Koerden bestaat.

## Ontwerp
De vlag bestaat uit drie gelijke horizontale banden; de bovenste band is rood, de middelste wit en de onderste groen. Op de middelste band bevindt zich een gele zon met 21 scherpe stralen.
De kleuren rood, groen en geel zijn als volgt gespecificeerd:
- rood: PMS 032 in de Pantonecodering;
- groen: PMS 354 (hexadecimaal: #00B760);
- geel: PMS 116 (hexadecimaal: #FCD116).

De hoogte-breedteverhouding van de vlag is 2:3. De diameter van de zon zonder stralen is in deze verhouding 0,5; met stralen is deze 1.

## Geschiedenis
De Koerdische vlag is na de Eerste Wereldoorlog gemaakt door een Koerdische politieke partij, de Xoybûn. In 1920 werd deze vlag gepresenteerd tijdens de internationale vredesconferentie in Parijs, waar als onderdeel van de Vrede van Sèvres met het Ottomaanse Rijk een plan bedacht werd voor de Koerdische onafhankelijkheid. Die onafhankelijkheid is er destijds niet van gekomen.
Tijdens de Koerdische opstanden in Noord-Koerdistan tussen 1927 en 1932 werd de driekleur met zon ook gebruikt. In 1946, vlak na de Tweede Wereldoorlog, nam de onder bescherming van de Sovjet-Unie staande Koerdische Republiek van Mahabad dezelfde vlag aan.
In 1946 heeft Mustafa Barzani deze vlag aangenomen namens de Qazi Mohammed. Daarnaast werd de Koerdische vlag aangenomen door verscheidene partijen in Koerdistan. In mei 1991 nam de Koerdische Nationale Assemblee in Iraaks Koerdistan de vlag aan als de officiële vlag van het gebied.

## Vlaggen gebruikt door Koerden

Alternatieve vlag gebruikt van 1922 tot 1924
Vlag van de Araratrepubliek met een zon en het Qandilgebergte.
Vlag van Rojava.